# Аффект (психиатрия)
Аффе́кт (лат. affectus «страсть, душевное волнение») в психиатрии — внешнее проявление эмоций и чувств пациентом. Являющийся доступным для стороннего наблюдения поведенческий паттерн, выражающий субъективное состояние человека. Аффект обозначает степень внешней интенсивности эмоций, выразительность мимики, жестикуляции, уровень экспрессивности речи, в этом смысле «уплощённый аффект» означает притуплённость и побледнение, внешнюю низкую интенсивность эмоций (например, вследствие шизофрении). Аффект относится к более флуктуирующим изменениям эмоционального состояния, чем настроение, и включает в себя такие состояния, как восторг и гнев. Аффективным дефектом называется либо сниженный аффект, либо полная невозможность выражать некоторые (иногда даже — все) эмоции.

## Расстройства аффекта
Аффект может быть описан в терминах интенсивности, диапазона и подвижности:
- Интенсивность (англ. intensity) — сила эмоциональной экспрессивности;
- Диапазон (англ. range) — разнообразие эмоционального выражения;
- Подвижность (англ. mobility) — скорость и лёгкость переключения между аффектами.

Аффективной лабильностью именуется состояние аномальной неустойчивости аффектов, при котором они быстро сменяются, скоротечны и легко возбудимые.
Мягкое снижение интенсивности и диапазона эмоционального выражения называется «ограниченным аффектом» (restricted/constricted affect), а значительное снижение — уплощением аффекта (blunted affect), полное — плоским аффектом (flat affect).

### Адекватный и неадекватный аффект
Адекватным аффектом в психиатрии считается то состояние, когда речь и мысли совпадают с выражаемыми эмоциями. В обратном случае он считается неконгруэнтным и неадекватным (например, когда индивид смеётся, обсуждая печальное событие, и наоборот).

## Расстройства настроения
«Настроением» в психиатрии называются такие состояния, как подавленность, весёлость, тревожность и т. п. Расстройства настроения (англ. mood disorders) в МКБ-10 входят в класс (F30—F39) и также называются «аффективными расстройствами», обозначаясь в классификаторе как группа «расстройства настроения» (англ. mood (affective) disorders).
Согласно DSM-5, аффект — флуктуации эмоциональной «погоды», а настроение — эмоционального «климата».
В некоторых случаях аффективными расстройствами называют интенсивные проявления неуместных эмоций (в контексте бредового расстройства), например страха, тревоги, злобы, ярости, восторженности или экстаза.
Аффективные нарушения могут сопровождаться другими нарушениями, например бредом или кататоническими расстройствами.

## Аффект недоумения и другие значения
Иногда термин «аффект» используют как синоним эмоционального процесса вообще. Например, «недержанием аффекта» называют неспособность сдерживать проявления эмоций; «аффект недоумения» — синоним симптома растерянности, проявляющегося мучительным непониманием больными своего состояния (чаще возникает при синдромах помрачения сознания, например при аменции).